# せーの (企業)
株式会社せーの(CENO.JP)は2000年に創立され、日本の東京都渋谷区に本社を持つアパレル関連企業。ファッションブランド「VANQUISH」「#FR2」を運営している。

## 概要
アパレル関連の企業から独立した石川涼(現代表取締役)が創業。
2004年に「渋谷のギャル男」向けのファッションブランド「VANQUISH」を開始し、2006年にはSHIBUYA109に1号店をオープンする。東京コレクションでのショーを開催するなど、メンズにおける「マルキュー系ブランド」の代表となった。
2014年、海外の購買層もターゲットにした新たなブランド「#FR2」を開始。石川は「ウサギのカメラマン」という設定の「Fxxking Rabbits」名義を用いInstagramアカウントを使用しての宣伝戦略を行った。「#FR2」は裏原宿などの直営店のほか、地方の観光地に土産物屋をコンセプトとした限定ショップなどを展開している。

## ブランドライン
- 「VANQUISH」
- 「#FR2」
- 「LEGENDA」
- 「gonoturn」
- 「RAMUNE JUNKIE」
- 「DOUBLE CHEESE BURGER」
- 「zZz」